# Lysapsus bolivianus
Lysapsus bolivianus es una especie de anfibio anuro de la familia Hylidae.

## Distribución geográfica
Esta especie habita en la desembocadura del Amazonas en las estribaciones de las montañas de los Andes:
- en Brasil en los estados de Amapá, Pará, Mato Grosso y Rondônia.
- en el norte de Bolivia en los departamentos de Beni y Santa Cruz.[4]

## Etimología
El nombre de su especie le fue dado en referencia a su lugar de descubrimiento, Bolivia.

## Publicación original
- Gallardo, 1961 : On the species of Pseudidae (Amphibia, Anura). Bulletin of the Museum of Comparative Zoology, vol. 125, p. 111-134[5]